# Pacchigi!
Nós Superaremos um Dia (Japonês: パッチギ! Pacchigi!) é um filme japonês. Lançado em 2004. Ele foi escrito por Takeshi Matsuyama e Daisuke Habara, e dirigido por Kazuyuki Izutsu.

## Sinopse
Na cidade de Kyoto em 1968, um estudante japonês se apaixona por uma descendente de coreanos que estuda numa escola para coreanos. Mas as barreiras econômicas e culturais, além do preconceito racial, vão dificultar o amor dos dois.

## Elenco
- Shun Shioya - Kousuke Matsuyama
- Sosuke Takaoka - An-sung Lee
- Erika Sawajiri - Kyung-ja Lee
- Kyoko Yanagihara - Momoko
- Hiroyuki Onoue - Jae-dok Park
- Yoko Maki - Gang-ja Chun
- Keisuke Koide - Norio Yoshida
- Kazuki Namioka - Bang-ho Motoki
- Joe Odagiri - Sakazaki
- Yosuke Asari -	Akamatsu
- Noriko Eguchi -
- Ryo Kase - Hideto Noguchi
- Hideya Kinoshita - Estudante
- Ken Mitsuishi -